# Крейн, Давид Сергеевич
Давид Сергеевич Крейн (первоначальное отчество — Абрамович, 1869, Вягяряй, Акмянский район — 26 августа 1926, Москва) — русский и советский скрипач и музыкальный педагог. Брат композиторов Александра и Григория Крейнов. Заслуженный артист Республики (1924), Герой труда (1924).

## Биография
Начал заниматься музыкой у своего отца Абрама Гиршевича Крейна (1838—1921), затем учился в Нижнем Новгороде у Василия Виллуана и в Московской консерватории (1884—1888) у Ивана Гржимали.
Со второго курса (1885) играл вторую скрипку в струнном квартете Московского отделения Императорского Русского музыкального общества.
В 1898 г. поступил концертмейстером в оркестр Большого театра (где играл до конца жизни), продолжив, однако, карьеру ансамблиста в составе «Московского трио» (трио Давида Шора).
С 1918 г. профессор Московской консерватории. Среди учеников Крейна, в частности, Семён Безродный (отец Игоря Безродного) и Василий Ширинский.
Автор пьес для скрипки и фортепиано.
Покончил жизнь самоубийством — застрелился за два часа до судебного заседания, в котором должно было слушаться дело об изъятии у него жилплощади. Похоронен на кладбище Новодевичьего монастыря.

## Семья
- Племянник — драматург Александр Крон.
- Внучатый племянник — Александр Зиновьевич Крейн, основатель и первый директор Государственного музея А. С. Пушкина.